# Димитър Димитров (ректор)
Вижте пояснителната страница за други личности с името Димитър Димитров.
Димитър Александров Димитров е български учен и политик, ректор (1992 – 1995) на Техническия университет в София, министър на образованието и науката в правителството на Иван Костов.

## Образование
Завършва Машинно-електротехническия институт, София (по-късно наречен ВМЕИ, днес Технически университет - София) през 1954 със специалност „Електроинженерство“. Специализира в Московския енергетически институт през 1964-1965.
Подготвя и защитава във ВМЕИ, София (1970) дисертация на тема „Изследване на електромагнитни процеси при несиметрични модулирани трифазни асинхронни машини“
за научна степен „кандидат на техническите науки“ (сега: „доктор“).

## Професионална дейност
- 1954 – 1955: старши инженер, ДХЗ „Г. Димитров“, Костинброд.
- 1955 – 1958: главен енергетик, ДМП „Изомат“.
- 1958 – 1961: началник на цех, Държавен металургичен завод „Ленин“, Перник.
- 1989 – 1991: председател на Управителния съвет, ДФ „Елпроменерго“.

## Преподавателска и научна дейност
Катедра „Електрически машини и апарати“ („ЕМА“), Електротехнически факултет на ТУС: асистент (1961), доцент (1969), професор (1980) по „Електрически машини“.
Основни области на научна и преподавателска дейност: електрически машиния, електромагнитни изчисления.
Автор на 120 научни труда (от които 20 в чужбина), 13 изобретения, З патента и 13 учебника и учебни помагала; ръководител на 13 успешно защитили аспиранти; ръководил много научни договори с финансиране от МОН, фирми, организации.

## Награди
- орден „Кирил и Методий“, 2 степен (1982),
- медал „Академична палма“, Франция,
- почетен доктор на Московския енергетически институт,
- почетен ректор на ТУ, София.

## Обществена дейност
- Член на редколегията на списания „Електротехника и електроника“ и „Енергетика“.
- Член на Специализирания научен съвет по електротехника при ВАК.
- Член на Президиума на ВАК (1992-1995).
- Член на Изпълнителното бюро на УС на Българската стопанска камара (1995).
- Член на Върховния съвет на Националната агенция за оценяване и акредитация при МС (1996).
- Член на Съвета за национално развитие при президента на България (1996).
- Член на Националния съвет за научна и технологична политика при МС (1998).

## Управленска дейност
- 1974 – 1989: заместник-ръководител на Катедра „ЕМА“, ТУС;
- 1989 – 1992: ръководител на Катедра „ЕМА“, ТУС;
- 1991 – 1992: председател на Академичния съвет, ТУС;
- 1992 – 1999: ректор на ТУС, София;
- 1999 – 1999: председател на Държавната комисия за енергийно регулиране;
- 1999 – 2001: министър на образованието и науката.